# Litouws kampioenschap wielrennen op de weg
Het Litouws kampioenschap wielrennen op de weg is in de vier onderdelen wegwedstrijd en individuele tijdrit bij zowel de mannen als de vrouwen een jaarlijkse georganiseerde wielerwedstrijd waarin om de nationale titel van Litouwen wordt gestreden. De kampioen draagt een trui in de kleuren van de vlag van Litouwen.
De wegwedstrijd en de individuele tijdrit voor mannen werden voor het eerst georganiseerd in 1997.

## Mannen

### Wegwedstrijd
| Jaar | Goud                 | Zilver               | Brons                 |
| ---- | -------------------- | -------------------- | --------------------- |
| 1997 | Darius Strole        | Raimondas Vilčinskas | Linas Balčiūnas       |
| 1998 | Arnoldas Saprykinas  | Raimondas Rumšas     | Darius Strole         |
| 1999 | Saulius Ruškys       | Arnoldas Saprykinas  | Saulius Šarkauskas    |
| 2000 | Vladimir Smirnov     | Remigius Lupeikis    | Saulius Ruškys        |
| 2001 | Raimondas Rumšas     | Saulius Ruškys       | Vladimir Smirnov      |
| 2002 | Remigius Lupeikis    | Mindaugas Goncaras   | Saulius Ruškys        |
| 2003 | Vytautas Kaupas      | Tomas Vaitkus        | Aivaras Baranauskas   |
| 2004 | Tomas Vaitkus        | Raimondas Vilčinskas | Aivaras Baranauskas   |
| 2005 | Aivaras Baranauskas  | Raimondas Rumšas     | Vytautas Kaupas       |
| 2006 | Dainius Kairelis     | Ignatas Konovalovas  | Mindaugas Goncaras    |
| 2007 | Ramūnas Navardauskas | Ignatas Konovalovas  | Dainius Kairelis      |
| 2008 | Tomas Vaitkus        | Andris Buividas      | Marius Kukta          |
| 2009 | Egidijus Juodvalkis  | Gediminas Bagdonas   | Vismantas Mockevičius |
| 2010 | Vytautas Kaupas      | Ramūnas Navardauskas | Aidis Kruopis         |
| 2011 | Ramūnas Navardauskas | Gediminas Bagdonas   | Aidis Kruopis         |
| 2012 | Gediminas Bagdonas   | Ramūnas Navardauskas | Aidis Kruopis         |
| 2013 | Tomas Vaitkus        | Ignatas Konovalovas  | Evaldas Šiškevičius   |
| 2014 | Paulius Šiškevičius  | Darijus Džervus      | Ignatas Konovalovas   |
| 2015 | Aidis Kruopis        | Ramūnas Navardauskas | Egidijus Juodvalkis   |
| 2016 | Ramūnas Navardauskas | Tomas Vaitkus        | Paulius Šiškevičius   |
| 2017 | Ignatas Konovalovas  | Gediminas Bagdonas   | Darijus Džervus       |
| 2018 | Gediminas Bagdonas   | Ramūnas Navardauskas | Evaldas Šiškevičius   |
| 2019 | Ramūnas Navardauskas | Adomaitis Rojus      | Venantas Lašinis      |
| 2020 | Gediminas Bagdonas   | Venantas Lašinis     | Justas Beniušis       |
| 2021 | Ignatas Konovalovas  | Aivaras Mikutis      | Evaldas Šiškevičius   |
| 2022 | Venantas Lašinis     | Aivaras Mikutis      | Ignatas Konovalovas   |
| 2023 | Rokas Adomaitis      | Venantas Lašinis     | Ignatas Konovalovas   |
| 2024 | Venantas Lašinis     | Aivaras Mikutis      | Rokas Kmieliauskas    |
| 2025 | Aivaras Mikutis      | Eimantas Gudiškis    | Nikolas Klimavičius   |

### Tijdrit
| Jaar | Goud                 | Zilver               | Brons                |
| ---- | -------------------- | -------------------- | -------------------- |
| 1997 | Raimondas Vilčinskas | Remigius Lupeikis    | Arturas Trumpauskas  |
| 1998 | Raimondas Vilčinskas | Remigius Lupeikis    | Raimondas Rumšas     |
| 1999 | Raimondas Rumšas     | Artūras Kasputis     | Raimondas Vilčinskas |
| 2000 | Remigius Lupeikis    | Darius Strole        | Linas Balčiūnas      |
| 2001 | Remigius Lupeikis    | Linas Balčiūnas      | Raimondas Rumšas     |
| 2002 | Raimondas Vilčinskas | Remigius Lupeikis    | Mindaugas Goncaras   |
| 2003 | Tomas Vaitkus        | Raimondas Vilčinskas | Dainius Kairelis     |
| 2004 | Tomas Vaitkus        | Vytautas Kaupas      | Gediminas Bagdonas   |
| 2005 | Raimondas Rumšas     | Tomas Vaitkus        | Ignatas Konovalovas  |
| 2006 | Ignatas Konovalovas  | Gediminas Bagdonas   | Simas Kondrotas      |
| 2007 | Gediminas Bagdonas   | Ignatas Konovalovas  | Evaldas Šiškevičius  |
| 2008 | Ignatas Konovalovas  | Tomas Vaitkus        | Evaldas Šiškevičius  |
| 2009 | Ignatas Konovalovas  | Evaldas Šiškevičius  | Ramūnas Navardauskas |
| 2010 | Ignatas Konovalovas  | Evaldas Šiškevičius  | Ramūnas Navardauskas |
| 2011 | Gediminas Bagdonas   | Ramūnas Navardauskas | Evaldas Šiškevičius  |
| 2012 | Ramūnas Navardauskas | Ignatas Konovalovas  | Gediminas Bagdonas   |
| 2013 | Ignatas Konovalovas  | Gediminas Bagdonas   | Ramūnas Navardauskas |
| 2014 | Ramūnas Navardauskas | Ignatas Konovalovas  | Gediminas Bagdonas   |
| 2015 | Ramūnas Navardauskas | Gediminas Bagdonas   | Ignatas Konovalovas  |
| 2016 | Ignatas Konovalovas  | Paulius Šiškevičius  | Darijus Džervus      |
| 2017 | Ignatas Konovalovas  | Gediminas Bagdonas   | Darijus Džervus      |
| 2018 | Gediminas Bagdonas   | Ramūnas Navardauskas | Evaldas Šiškevičius  |
| 2019 | Gediminas Bagdonas   | Evaldas Šiškevičius  | Ramūnas Navardauskas |
| 2020 | Evaldas Šiškevičius  | Gediminas Bagdonas   | Venantas Lašinis     |
| 2021 | Evaldas Šiškevičius  | Aivaras Mikutis      | Venantas Lašinis     |
| 2022 | Aivaras Mikutis      | Evaldas Šiškevičius  | Venantas Lašinis     |
| 2023 | Aivaras Mikutis      | Venantas Lašinis     | Rokas Kmieliauskas   |
| 2024 | Venantas Lašinis     | Kristupas Mikutis    | Rokas Kmieliauskas   |
| 2025 | Aivaras Mikutis      | Rokas Kmieliauskas   | Lukas Talačka        |

## Vrouwen

### Wegwedstrijd
| Jaar | Goud                   | Zilver                | Brons                  |
| ---- | ---------------------- | --------------------- | ---------------------- |
| 1995 | Rasa Polikevičiūtė     | Jolanta Polikevičiūtė | Edita Pučinskaitė      |
| 1996 | Diana Žiliūtė          | Rasa Mažeikytė        | Jolanta Polikevičiūtė  |
|      |                        |                       |                        |
| 1998 | Diana Žiliūtė          | Edita Pučinskaitė     | Jolanta Polikevičiūtė  |
| 1999 | Diana Žiliūtė          | Edita Kubelskienė     | Liuda Triabaitė        |
|      |                        |                       |                        |
| 2002 | Zita Urbonaitė         | Edita Kubelskienė     | Erika Vilunaitė        |
| 2003 | Edita Pučinskaitė      | Diana Žiliūtė         | Diana Elmentaitė       |
| 2004 | Diana Žiliūtė          | Daiva Tušlaitė        | Edita Pučinskaitė      |
| 2005 | Inga Čilvinaitė        | Indrė Janulevičiūtė   | Agnė Bagdonavičiūtė    |
| 2006 | Diana Žiliūtė          | Edita Pučinskaitė     | Modesta Vžesniauskaitė |
| 2007 | Rasa Leleivytė         | Diana Žiliūtė         | Edita Pučinskaitė      |
| 2008 | Modesta Vžesniauskaitė | Inga Čilvinaitė       | Gintarė Gaivenytė      |
| 2009 | Rasa Leleivytė         | Diana Žiliūtė         | Edita Janeliūnaitė     |
| 2010 | Aušrinė Trebaitė       | Urtė Juodvalkytė      | Rasa Leleivytė         |
| 2011 | Rasa Leleivytė         | Inga Čilvinaitė       | Aušrinė Trebaitė       |
| 2012 | Inga Čilvinaitė        | Svetlana Pauliukaitė  | Katažina Sosna         |
| 2013 | Agne Šilinytė          | Karolina Pernavienė   | Edita Janeliūnaitė     |
| 2014 | Aušrinė Trebaitė       | Daiva Tušlaitė        | Katažina Sosna         |
| 2015 | Daiva Tušlaitė         | Gabrielė Jankutė      | Ema Manikaitė          |
| 2016 | Daiva Tušlaitė         | Gabrielė Jankutė      | Silvija Latožaitė      |
| 2017 | Daiva Tušlaitė         | Rasa Leleivytė        |                        |
| 2018 | Rasa Leleivytė         | Olivija Baleišytė     | Daiva Tušlaitė         |
| 2019 | Silvija Pacevičienė    | Katažina Sosna        | Inga Češulienė         |
| 2020 | Inga Češulienė         | Katažina Sosna        | Olivija Baleišytė      |
| 2021 | Inga Češulienė         | Akvilė Gedraitytė     | Olivija Baleišytė      |
| 2022 | Rasa Leleivytė         | Olivija Baleišytė     | Inga Češulienė         |
| 2023 | Olivija Baleišytė      | Akvilė Gedraitytė     | Rasa Leleivytė         |
| 2024 | Olivija Baleišytė      | Akvilė Gedraitytė     | Daiva Ragažinskienė    |
| 2025 | Daiva Ragažinskienė    | Skaistė Mikašauskaitė | Akvilė Gedraitytė      |

### Tijdrit
| Jaar | Goud                  | Zilver                | Brons                 |
| ---- | --------------------- | --------------------- | --------------------- |
| 1995 | Rasa Polikevičiūtė    | Diana Žiliūtė         | Liuda Triabaitė       |
|      |                       |                       |                       |
| 1998 | Edita Pučinskaitė     | Diana Žiliūtė         | Jolanta Polikevičiūtė |
| 1999 | Edita Pučinskaitė     | Rasa Mažeikytė        | Rasa Polikevičiūtė    |
|      |                       |                       |                       |
| 2002 | Edita Pučinskaitė     | Diana Elmentaitė      | Indrė Janulevičiūtė   |
| 2003 | Diana Žiliūtė         | Edita Pučinskaitė     | Diana Elmentaitė      |
| 2004 | Diana Žiliūtė         | Ramūnė Lipinskaitė    | Aušrinė Trebaitė      |
| 2005 | Svetlana Pauliukaitė  | Inga Čilvinaitė       | Daiva Tušlaitė        |
| 2006 | Edita Pučinskaitė     | Daiva Tušlaitė        | Diana Elmentaitė      |
| 2007 | Edita Pučinskaitė     | Daiva Tušlaitė        | Aušrinė Trebaitė      |
| 2008 | Daiva Tušlaitė        | Diana Žiliūtė         | Aušrinė Trebaitė      |
| 2009 | Diana Žiliūtė         | Vilija Sereikaitė     | Aušrinė Trebaitė      |
| 2010 | Katažina Sosna        | Vilija Sereikaitė     | Aleksandra Sošenko    |
| 2011 | Aušrinė Trebaitė      | Katažina Sosna        | Aleksandra Sošenko    |
| 2012 | Vilija Sereikaitė     | Katažina Sosna        | Aušrinė Trebaitė      |
| 2013 | Inga Čilvinaitė       | Katažina Sosna        | Roberta Pilkauskaitė  |
| 2014 | Aušrinė Trebaitė      | Daiva Tušlaitė        | Katažina Sosna        |
| 2015 | Aušrinė Trebaitė      | Silvija Latožaitė     | Daiva Tušlaitė        |
| 2016 | Aušrinė Trebaitė      | Daiva Tušlaitė        | Silvija Latožaitė     |
| 2017 | Ernesta Strainytė     | Justina Jovaišytė     | Ieva Venckutė         |
| 2018 | Daiva Tušlaitė        | Olivija Baleišytė     | Silvija Latožaitė     |
| 2019 | Katažina Sosna        | Silvija Pacevicienè   | Akvilė Gedraitytė     |
| 2020 | Katažina Sosna        | Akvilė Gedraitytė     | Inga Češulienė        |
| 2021 | Inga Češulienė        | Viktorija Senkutė     | Olivija Baleišytė     |
| 2022 | Inga Češulienė        | Akvilė Gedraitytė     | Inga Paplauskė        |
| 2023 | Olivija Baleišytė     | Akvilė Gedraitytė     | Inga Paplauskė        |
| 2024 | Olivija Baleišytė     | Skaistė Mikašauskaitė | Eglė Dubauskaitė      |
| 2025 | Skaistė Mikašauskaitė | Akvilė Gedraitytė     | Daiva Ragažinskienė   |